# Домброва-Бискупя (гмина)
Домброва-Бискупя (пол. Dąbrowa Biskupia) — сельская гмина (волость) в Польше, входит как административная единица в Иновроцлавский повет, Куявско-Поморское воеводство. Население — 5254 человека (на 2004 год).

## Сельские округа
1. Брудня
2. Хлевиска
3. Хрустово
4. Валентыново
5. Домброва-Бискупя
6. Конары
7. Дзева
8. Млечково
9. Модлибожице
10. Новы-Двур
11. Оснищевко
12. Оснищево
13. Пархане
14. Парханки
15. Перане
16. Пшибыслав
17. Радоевице
18. Станомин
19. Воля-Станоминьска
20. Воноже
21. Загаевице
22. Загаевички
23. Печиска

## Соседние гмины
1. Гмина Александрув-Куявски
2. Гмина Добре
3. Гмина Гневково
4. Гмина Иновроцлав
5. Гмина Конецк
6. Гмина Крушвица
7. Гмина Закшево